# Laboratoris Ordesa
Laboratoris Ordesa és una empresa catalana propietat de la família Ventura, especialitzada en vendes a farmàcia de llets i cereals infantils. Les seves marques més conegudes són Blevit i Blemil. És present a quinze països i el 2014 va facturar 112,4 milions d'euros, un 4,7% que l'any anterior. Va tenir un benefici operatiu de 10,2 milions d'euros. Té la seva planta de producció a Sant Boi de Llobregat i el centre de recerca i desenvolupament al Parc Científic de Barcelona. També disposa d'una planta pilot al mateix Sant Boi i una altra a Monells, dins de l'IRTA de la Generalitat de Catalunya. El juny de 2015 tenia 281 empleats.
Empresa creada el 1943 per un grup de metges tarragonins i que tenia com a principal accionista a l'industrial del tèxtil Francesc Cabré Cogul, va formar part del grup Nutrexpa fins que el 1998 aquesta es va independitzar del grup. El 2007 va ser adquirida per la família Ventura. El seu actual conseller delegat és Joan Permanyer, qui anteriorment havia treballat com a responsable de Cola Cao i Nocilla a Nutrexpa.
El 2017, enmig del procés independentista català i de la convocatòria del referèndum del primer d'octubre, va traslladar la seva seu empresarial a Osca. L'empresa vol assolir la xifra de 200 milions d'euros de facturació el 2020.
El juliol de 2021 va anunciar que adquiria l'empresa de complements alimentaris Sodeinn per tal d'obrir una nova línia de negoci.
L'empresa va retornar la seu social a Sant Boi en octubre del 2018